# Pike Township (Brown County, Ohio)
Pike Township ist eines von 16 Townships des Brown Countys im US-Bundesstaat Ohio. Nach der Volkszählung im Jahr 2000 waren hier 3742 Einwohner registriert.

## Geografie
Pike Township liegt im Nordwesten des Brown Countys im Südwesten von Ohio und grenzt im Uhrzeigersinn an die Townships: Sterling Township, Green Township, Clay Township im Highland County, Washington Township, Scott Township, Clark Township, Tate Township im Clermont County und Williamsburg Township (Clermont County).

## Verwaltung
Das Township wird durch ein Board of Trustees, bestehend aus drei gewählten Mitgliedern, verwaltet. Zwei Personen werden jeweils im Jahr nach der Präsidentschaftswahl gewählt und eine jeweils im Jahr davor. Die Amtszeit dauert in der Regel vier Jahre und beginnt jeweils am 1. Januar. Daneben gibt es noch einen Township Clerk (Schriftführer), der ebenfalls im Jahr vor der Präsidentschaftswahl auf eine vierjährige Amtszeit gewählt wird. Dessen Amtszeit beginnt jeweils am 1. April.